# Antonio Menardi
Antonio Menardi (Cortina d'Ampezzo, 5 marzo 1959) è un giocatore di curling italiano, del Curling Club Tofane.

## Carriera agonistica

### Nazionale
Il suo esordio con la nazionale italiana di curling è stato il campionato europeo del 2002, disputato a Grindelwald, in Svizzera: in quell'occasione l'Italia si piazzò all'undicesimo posto. Con la nazionale assoluta partecipa ad un campionato europeo e ad un'Olimpiade.
Nel 2005 entra nella formazione della nazionale misti con cui ha partecipato a tre campionati europei misti.
Nel 2012 entra nella formazione della nazionale senior con cui ha partecipato ad un campionato mondiale senior.
In totale Antonio vanta 25 presenze in azzurro. Il miglior risultato dell'atleta è il settimo posto ottenuto ai XX Giochi olimpici invernali del 2006 disputati a Torino, in Italia.
CAMPIONATI
Nazionale assoluta:
- Olimpiadi
  - 2006 Torino ( Italia) 7°
- Europei
  - 2002 Grindelwald ( Svizzera) 11°

Nazionale misti: 18 partite
- Europei misti
  - 2005 Andorra ( Andorra) 7°
  - 2007 Madrid ( Spagna) 9°
  - 2008 Kitzbühel ( Austria) 9°

Nazionale senior: 7 partite
- Mondiale senior
  - 2012 Tårnby ( Danimarca) 12°

### Campionati italiani
Antonio ha preso parte ai campionati italiani di curling inizialmente con il Curling Club Tofane ed è stato sei volte campione d'Italia:
- Italiani misti
  - 2005  con Claudia Alverà, Alberto Menardi, Anna Ghiretti, Massimo Antonelli e Giorgia Apollonio
  - 2007  con Claudia Alverà, Fabio Alverà, Rosa Pompanin, Massimo Antonelli e Giorgia Casagrande
  - 2008  con Claudia Alverà, Fabio Alverà, Lucrezia Salvai, Massimo Antonelli e Giorgia Apollonio
- Italiani master
  - 2010  con Fabio Alverà, Giorgio Alberti, Stefano Morona, Franco Sovilla
  - 2011  con Fabio Alverà, Giorgio Alberti, Stefano Morona, Franco Sovilla
  - 2012  con Giorgio Alberti, Valerio Constantini, Stefano Morona, Franco Sovilla

## Incarichi sociali e sportivi
Antonio è attualmente presidente dell'Associazione Curling Cortina, organo che riunisce e rappresenta tutti i curling club di Cortina d'Ampezzo. Inoltre Menardi è stato per lungo tempo presidente del Curling Club Tofane, a cui è succeduto Stefano Zardini in seguito alla sua elezione come presidente dell'ACC.
Antonio è anche membro del comitato organizzatore della Sudtiroler Cup di curling, un torneo curling open air che si disputa a Dobbiaco
Dal 1999 al 2013 è stato allenatore della nazionale italiana femminile di curling, seguendo la squadra ad un campionato mondiale ed a due campionati europei.
CAMPIONATI DA ALLENATORE
Nazionale femminile:
- Mondiali
  - 2013 Riga ( Lettonia) 10°
- Europei
  - 1999 Chamonix ( Francia) 10°
  - 2000 Oberstdorf ( Germania) 12°

## Altro
Antonio è fratello del giocatore di curling Alberto Menardi ed insieme sono albergatori a Cortina d'Ampezzo..